# كأس ألبانيا 1999–2000
كأس ألبانيا 1999–2000 (بالألبانية: Kupa e Republikës 1999-00‏) هو الموسم 48 من كأس ألبانيا. أقيم خلال الفترة 21 أغسطس 1999 وحتى 6 مايو 2000، وأشرف على تنظيمه اتحاد ألبانيا لكرة القدم، وفاز فيه نادي تيوتا دورس.